# Excalibur (1981.)
Excalibur je američko-britanska pustolovna fantazija iz 1981. koju je režirao John Boorman. Film je zaradio 34,967,437 dolara i bio je 18 najuspješniji film te godine. Radnja se odvija oko legende o kralju Arthuru kojemu je Merlin bio mentor te mu pojasnio mnogo o posebnim moćima mističnog mača Excalibura.

## Radnja
Tijekom mračnog srednjeg vijeka dvojica engleskih vitezova i plemića se bore za prevlast, Uther Pendragon i vojvoda od Cornwalla. Uthera savjetuje Merlin, čarobnjak koji mu daje Excalibur, mač moći, koji ovaj prima od ruke koja se izdiže iz jezera. Merlin dogovara primirje Uthera i Cornwalla na kojem njih dvojica dogovaraju prekid sukoba s time da Cornwall prizna Uthera kao kralja Engleske. Na proslavi u Cornwallovom dvorcu Uther se zagleda u Cornwallovu suprugu Igryine što dovodi do prekida saveza i rat ponovno izbija. Uther preklinje Merlina da mu omogući jednu noć s Igrayine na što ovaj zauzvrat traži da mu Uther preda "ono što nastane iz njegove požude". Te noći Merlinovom čarolijom Uther zadobiva Cornwallov lik i provodi noć vodeći ljubav s Igrayine dok Cornwall pogiba u napadu na Utherov logor. Nakon završetka rata Uther uzima Igrayine za suprugu i devet mjeseci kasnije ona rađa dječaka. No dolazi Merlin i podsjećajući Uthera na njihov dogovor odnosi dječaka sa sobom. Uther na konju galopira za Merlinom tražeći da mu vrati sina no napada ga skupina vitezova odanih Cornwallu. Smrtno ranjen u borbi, Uther se dovuće do jedne stijene i uzvikujući:"Nitko neće imati Excalibur osim mene" zabija mač u nju te umire. Merlin tada izgovara proročanske rijeći:"Tko izvuće mač iz kamena, bit će kralj Engleske!" 
Dvadesetak godina kasnije oko stijene u koju je zabijen Excalibur se svake godine odvijaju turniri. Pobjednici time stječu pravo da pokušaju izvući mač iz kamena no za svih tih godina nitko ne uspijeva. Plemić i vitez sir Ector dolazi na turnir sa sinovima Kayom i Arthurom. Kay se namjerava natjecati na turniru no Arthur koji mu pomaže kao štitonoša primjećuje da je Kayov mač ukraden. Tražeći drugi mač za Kaya Arthur odlazi do Excalibura i izvlači ga iz kamena s lakoćom. Dolazi Kay i Arthur mu predaje Excalibur. Dolazi i Ector i vidjevši Excalibur u Kayovim rukama vjeruje da ga je on izvukao iz kamena. No Kay mu kaže da ga je Arthur izvukao i u taj čas dolazi Merlin. On otkriva Arthuru da je on zapravo sin Uthera Pendragona i Igrayine i prema tome zakonski kralj Engleske. 
Ostali vitezovi to primjećuju i ne mogu vjerovati da je netko tko je još gotovo dječak uspio izvući mač. Arthur tada ponovno zabija mač u kamen i neki vitezovi ga pokušavaju izvući te ne uspijevaju. Arthur ponovno s lakoćom izvlači mač iz kamena. Vidjevši ovo neki vitezovi prihvaćaju Arthura za kralja no neki vjeruju da je to Merlinova magija omogućila dječaku izvući mač iz kamena. Nastaje bučna rasprava treba li Arthur biti kralj Engleske, Merlin odlazi u šumu, a Arthur zbunjen događajima trči za njim. Tijekom noći Merlin poučava Arthura o Excaliburu i njegovim moćima, o njegovim dužnostima kao kralja, o "zmaju" koji je u svemu oko njih. Sljedeće jutro Arthur i Merlin odlaze u logor i zatječu samo nekoliko vitezova.

## Glavne uloge
- Nigel Terry kao kralj Arthur
- Helen Mirren kao Morgana
- Nicholas Clay kao Lancelot
- Cherie Lunghi kao Guinevere
- Paul Geoffrey kao Percival
- Nicol Williamson kao Merlin
- Robert Addie kao Mordred
- Gabriel Byrne kao Uther Pendragon
- Keith Buckley kao Uryens
- Katrine Boorman kao Igrayne
- Liam Neeson kao Gawain
- Corin Redgrave kao Cornwall
- Niall O'Brien kao Kay
- Patrick Stewart kao Leondegrance
- Clive Swift kao Sir Ector

## Nagrade
- Nominacija za Oscara (najbolja fotografija).
- Nominacija za nagradu BAFTA (najbolji kostimi).
- Nominacija za Zlatnu palmu u Cannesu (osvojena nagrada za umjetnički doprinos)
- Osvojen Saturn Award (najbolji kostimi) i 5 nominacija

## Zanimljivosti
- Igrayne, dama u jezeru i mladi Mordred su svi bili igrani od djece redatelja Johna Boormana; Katherine Boorman, Telsche Boorman i Charley Boorman.
- John Boorman je isprva htio snimiti film "Gospodar prstenova", ali nije mogao osigurati prava na knjigu pa se odlučio za ovaj film.
- Kako bi osigurao da priča bude središte filma, a ne glumci, Boorman je unajmio samo nepoznate glumce.
- Navodno Boorman nije imao nikakvih ustručavanja režirati scenu u kojoj njegova 22-godišnja kćerka Katherine glumi Igrayne kako ima spolni odnos s Utherom.

## Propusti
Tijekom scene vjenčanja, kamera se reflektira na Arthurovom oklopu.
Krv na ratnikovom oklopu je bila krive nijanse crvene boje, pogotovo za osušenu krv.
Nakon što ubije Mordred, koplje iz Arthurovih prsa nestaje.
Nakon što baci čini na Uthera, Merlin se okreće prema kameri, pri čemu je na njegovom šljemu vidljiv odraz kamere i kamermana.

## Kritike
Kritičari su uglavnom pohvalno pisali o "Excaliburu", dok je samo manjina prigovarala da se radi o ukočenom spektaklu. Među zadovoljnim kritičarima bio je i David Keyes koji je napisao; "Jedan od velikih čuda filmotvorstva...Njegov koncept Arthura i pejzaža koji ga okružuje je temelj za fantaziju kakvu mi znamo", kao i John J. Puccio: "Na DVD-u se pojavila ova kopija jedne od najboljih flmskih ekranizacija o legendi o Arthuru, John Boormanov spektakl iz 1981., "Excalibur". Film je često vizualno fascinantan, a glazba, zasnivana na radovima Richarda Wagnera i Carla Orffa, je pravi užitak...Boorman je oživio folklor, mistiku i čaroliju koja je funkcionirala tako dobro godinama, i nije mogao bolje napraviti. "Excalibur" je romantičan i brutalan, lirski lijep i oporo realističan...Svaka od epizoda u filmu mogla je biti središte zasebnog filma. Činjenica da su uspjeli obraditi sve teme u priči je poprilično ostvarenje. Boorman čak i uspijeva u filmu razriješiti unutrašnje nelogičnosti u različitim verzijama legende". Ken Hanke je zaključio: "Boorman na vrhuncu svoje karijere. Briljantno prepričavanje kralja Arthura kroz Wagnerove uvjete".
No, Roger Ebert je pak otvoreno priznao da mu se film nije svidio: "Kakva čudesna vizija je "Excalibur"! I kakav kaos. Ovo divlje ambiciozno prepričavanje legende o kralju Arthuru je sablasna i nasilna verzija mračnih vremena i junačkih likova koji su ih (po našim snovima) nastanjivali. No teško je za bilo koga tko je odlučan utvrditi što se točno događa od scene do scene...Sve je to zakopano u takvom bogatstvu detalja, takvom hermetičnom atmosferom, takvim kaotičnim ekskurzijama da će gledatelji vjerojatno izgubiti nit o tome što se događa...Ipak, lijepo ga je gledati".

## Vanjske poveznice
- Excalibur u internetskoj bazi filmova IMDb-a
- Hollywoodski gral
- Forum o Boormanovu planu da snimi "Gospodara prstenova"  Arhivirana inačica izvorne stranice od 11. ožujka 2007. (Wayback Machine)
- Rottentomatoes.com